# Domaine Billings
Le domaine Billings (Billings Estate) est un musée d'Ottawa situé au 2100 rue Cabot et l'une des maisons des premiers pionniers de la région. C'est la plus vieille construction en bois et la plus vieille maison à Ottawa, construite entre 1827 et 1829 par le fermier Braddish Billings (en), natif du Massachusetts. Billings s'est établi dans la région en 1812 et est l'un des premiers à s'établir dans le canton de Gloucester.
Billings fit fortune dans l'exploitation forestière et se fit construire une vaste demeure qu'il nomma Park Hill. Il se convertit ensuite à l'agriculture et la maison fut située ensuite au sein d'une large ferme qui alimentait Bytown via le Bytown and Prescott Railway (en). 
Le domaine resta au sein de la famille jusqu'en 1975. La ferme a été lentement démantelée pour laisser place à des lotissements urbains. La ville d'Ottawa fit l’acquisition de la maison en 1975 et la transforma en musée.

## Le musée
Emplacement : 2100, Cabot Street, Ottawa, ON.
Tél. : 613-580-2088

### Heures d'ouvertures
Le musée est ouvert du mercredi au dimanche, de la mi-mai à la fin octobre. Les heures d'ouvertures sont de 10:00 à 17:00. Lors du reste de l'année, le musée offre différentes activités que l'on peut consulter sur le site web de l'institution. On y retrouve aussi différents programmes pour enfants qui sont offerts durant les mois d'été. 

### Tarifs
Adultes : 6,50 $
Aînés et étudiants : 5,50 $
Enfants : 4,00 $
Familles (deux adultes et nombre illimité d’enfants) : 16,00 $
Entrée gratuite pour les enfants de 5 ans et moins.
Des tarifs de groupe sont disponibles. Il y a aussi des frais spéciaux pour les événements spéciaux.

### Les expositions
Les expositions de ce musée portent sur l'histoire du domaine Billings (aussi appelé Park Hill) et l'évolution de la communauté avoisinante sur une période de plus de 150 ans, dès 1812, année où la famille Billings s'est établie sur le bord de la rivière Rideau à Ottawa.

#### Exposition permanente –L'histoire de la famille Billings
L'exposition permanente au musée explore l'histoire des pionniers qui se sont forgé une nouvelle vie dans la nature sauvage, montre le cheminement des familles et des relations dans les bons moments comme dans les temps difficiles, illustre les progrès de l'industrie et de l'agriculture dans le secteur et fait connaître aux visiteurs la communauté qui a grandi au fil du temps.
Des éléments interactifs viennent compléter l'expérience d'immersion dans le passé : les visiteurs peuvent explorer un arbre généalogique à écran tactile et écouter des enregistrements audio de poésie et du serment d'allégeance et d'anciennes émissions de radio. Nous n'avons pas oublié non plus d'organiser une chasse au trésor pour nos jeunes visiteurs. Un guide audio accessible est aussi offert.

#### Exposition temporaire -L’eau: un retour aux sources(été 2019)
L’eau : un retour aux sources est une exposition spéciale qui explore la façon dont les habitants d’Ottawa se sont approprié cette précieuse ressource, l’ont utilisée, en ont abusé et l’ont conservée. Elle transporte les visiteurs des profondeurs glaciales de l’ancienne mer de Champlain aux bains chauds des spas victoriens, en passant par les rouages internes de nos usines modernes de traitement de l’eau. Histoires de baleines et de foreurs de puits, de sorcières d’eau et d’ingénieurs des réseaux d’aqueduc se conjuguent à la présentation d’artefacts inédits pour nous faire connaître l’histoire culturelle et sociale de l’eau dans notre ville et en région.